# クラレンス・"ゲイトマウス"・ブラウン
クラレンス・“ゲイトマウス”・ブラウン（Clarence "Gatemouth" Brown、1924年4月18日 - 2005年9月10日）は、米国ルイジアナ州ヴィントン出身のギタリスト、歌手。本名はクラレンス・ブラウン・ジュニア。ジャンルとしてはブルースだが、本人はブルースの枠に押し込められることを嫌い、アメリカン・ミュージックのアーティストであることを主張していた。実際に、そのサウンドはブルースを基調にしながらもケイジャン、カントリー&ウェスタン、ジャズなど幅広く、我が道を突き進んでいた感がある。

## 来歴

### 幼少期
1924年、テキサス州との州境の町、ルイジアナ州ヴィントンに生まれた。カントリー・フィドラーだった父親の影響でゲイトマウスはフィドルをプレイするようになった。ギターのイメージが強い彼だが、この他ヴィオラ、ドラム、ハーモニカ、ピアノなども操るマルチプレイヤーだった。高校の教師から「門のような声をしている」と言われて「Gate Mouth」の綽名がついた。第二次世界大戦中は軍で働いた。

### 1947-1961年 初期
1947年、マックスウェル・ディヴィスのオーケストラをバックに4曲をアラディン・レコードにレコーディング。これがデビューとなる。同年ドン・ロビーの興したピーコックへ移籍。1961年まで在籍し、「Okie Dokie Stomp」「My Time's Expensive」など、多くの作品を残す。

### 1960年代
ピーコックを去ったあとは、彼のキャリアの中でも空白期である。ハーミテッジ、シンデレラなどのマイナー・レーベルにいくつかレコーディングを残してはいるが、目立った活動は少ない。1966年にTV番組『THE!!!! BEAT』のバックバンドの一員としてプレイしている。1960年代後半には一度音楽ビジネスから離れ、彼はニューメキシコ州に移住して保安官代理として務めた。

### 1970年代
初のヨーロッパ・ツアーをはじめ、ヨーロッパでの活動が多くなる。ブラック&ブルー、バークレイといったフランスのレーベルに作品を残す。初期のスウィング的なものとは対照的に、バークレイではケイジャン、カントリーを前面に押し出し「アメリカン・ミュージックのゲイト」を鮮明にしている。1976年にはアメリカのレーベルMusic Is Medicineより、アルバム『ブラックジャック』をリリース。デビューから29年経って発表したこのアルバムが、本国でのデビュー・アルバムだった。1978年にはボビー・ブランドとのジョイントのコンサートで初来日を果たした。

### 1980年代以降
1981年のアルバム『オールライト・アゲイン』がグラミー賞を受賞。その後もラウンダー、アリゲーター、ヴァーヴなどからコンスタントにアルバム発表した。1990年代以降は、不動のメンバーで精力的にツアーもこなした。来日も計5回を数えた。肺気腫、肺がんに冒された晩年もツアーはやめることはなく、トレードマークのパイプも吸い続けた。体力の衰えを押して2003年にも来日をしている。
2005年8月29日、アメリカ南部を襲ったハリケーン・カトリーナで、ルイジアナ州スライデルにあった彼の自宅は全壊してしまった。彼は無事避難したが、その精神的ショックもあったのか、病に蝕まれたゲイトマウスは、その僅か12日後、避難先のテキサス州オレンジで、81歳の生涯を閉じた。

## ディスコグラフィ

### オリジナル・アルバム
- The Blues Ain't Nothing (1971年、Black And Blue)
- 『ゲイツ・オン・ザ・ヒート』 - Gate's On The Heat (1973年、Barclay)
- 『シングス・ルイ・ジョーダン』 - Sings Louis Jordan (1973年、Black And Blue)
- 『コールド・ストレンジ』 - Cold Storage(1973年、Black And Blue)
- Down South...In The Bayou Country (1974年、Barclay)
- Bogalusa Boogie Man (1975年、Barclay)
- 『ブラックジャック』 - Blackjack (1976年、Music Is Medicine)
- Heat Wave (1977年、Black And Blue) ※with ロイド・グレン
- Double Live At The Cowboy Bar (1978年、Music Is Medicine)
- 『オールライト・アゲイン』 - Alright Again! (1981年、Rounder)
- 『ワン・モア・マイル』 - One More Mile (1982年、Rounder)
- More Stuff (1985年、Black And Blue)
- Real Live (1986年、Rounder)
- 『スタンディング・マイ・グラウンド』 - Standing My Ground (1989年、Alligator)
- No Looking Back (1992年、Alligator)
- 『ザ・マン』 - The Man (1994年、Gitanes/Verve)
- 『ロング・ウェイ・ホーム』 - Long Way Home (1995年、Gitanes/Verve)
- 『ゲイト・スウィングズ』 - Gate Swings (1997年、Gitanes/Verve)
- 『アメリカン・ミュージック、テキサス・スタイル』 - American Music, Texas Style (1999年、Blue Thumb/Verve)
- Back To Bogalusa (2001年、Blue Thumb/Verve)
- Timeless (2004年、Hightone)

### コンピレーション・アルバム
- San Antonio Ballbuster (1974年、Red Lightnin')
- 『オーキー・ドーキー・ストンパー』 - Okie Dokie Stomper (1978年、ABC)
- 『ホット・タイムズ・トゥナイト』 - Hot Times Tonight (1989年、P-Vine)
- The Original Peacock Recordings (1990年、Rounder)
- The Best Of Clarence "Gatemouth" Brown-A Blues Legend (1995年、Verve)
- 『ホット・クラブ・ドライヴ〜ベスト・オブ・スウィンギン・ゲイト』 - Hot Club Drive (1999年、P-Vine)
- 『ブルース・エイント・ナッシング〜ベスト・オブ・ジャンピン・ゲイト』 - The Blues Ain't Nothing (1999年、P-Vine)
- 『オーキー・ドーキー・ストムパー、ピーコック・レコーズ・イヤーズ』 - Okie Dokie Stomper - Peacock Records Years (2015年、Clinck)
- 『ブギー・アプロア〜コンプリート アラディン / ピーコック シングルス A's&B's 1847-1961』 - Boogie Uproar: The Complete Aladdin/Peacock Singles As & Bs 1947–1961 (2017年、Jasmine)